# Francesco Ambrosoli
Francesco Ambrosoli (Como, 27 gennaio 1797 – Milano, 19 novembre 1868) è stato un filologo, traduttore e editore italiano.

## Biografia
Secondo di tre fratelli nacque da Filippo, che a Como teneva un negozio di farmaci e droghe, e da Matilde Parea. Il fratello minore, Giovanni, fu sindaco della città di Como e il maggiore, morto in giovane età, era farmacista a San Mamete, sul lago di Lugano.
Il padre di Francesco pensò di inviare il figlio a Milano per continuare gli studi presso il ginnasio di Sant'Alessandro dove si diplomò con brillanti voti. Si iscrisse quindi all'università di Pavia dove si laureò in Giurisprudenza nel 1818. Si trasferì quindi a Milano per fare praticantato presso l'ufficio dell'avvocato Gherardi, fra i più noti in città. Al termine del praticantato tuttavia non poté entrare a fare parte dell'ordine degli avvocati per via di una legge dell'imperatore Francesco d'Asburgo che, visto il già altro numero di avvocati presenti in Lombardia, ne proibì l'istituzione di nuovi. Dovendo quindi provvedere a trovare un'occupazione, Ambrosoli, amante delle Lettere, si diede all'attività di scrittore: la prima esperienza fu presso la rivista Giornaletto delle donne per cui seguiva la parte letteraria.
Oltre alle opere originali, Ambrosoli è noto per avere tradotto dal greco la Geografia di Strabone (Milano 1827-33, voll. 5), dal latino le Storie di Ammiano Marcellino (Milano 1829) e dal tedesco la Storia della letteratura antica e moderna di Friedrich Schlegel (Milano 1828, voll. 2).

## Opere
- Della geografia di Strabone libri 17 volgarizzati da Francesco Ambrosoli, Francesco Sonzogno, 1827;
- Le storie di Ammiano Marcellino tradotte da Francesco Ambrosoli con note, vol. unico, Antonio Fontana, 1829;
- Storia della letteratura antica e moderna di Federico de Schlegel, Tip. Simoniana, 1858;
- Scritti letterarj e inediti di Francesco Ambrosoli, Firenze, Civelli, 2 voll., 1871;
- Manuale della letteratura italiana compilato da Francesco Ambrosoli, 4 voll., Firenze, Barbèra, 1872